# Giórgos Lakkotrýpis
Giórgos Lakkotrýpis (en grec moderne : Γιώργος Λακκοτρύπης), né le 30 mai 1970 à Nicosie, est un homme d'affaires et homme politique chypriote.

## Biographie
Il est ministre de l'Énergie, du Commerce, de l'Industrie et du Tourisme entre le 1er mars 2013 et le 10 juillet 2020 dans les deux gouvernements du président de la République Níkos Anastasiádis.